# Любинецький Роман Миколайович
Роман Миколайович Любине́цький (нар. 3 грудня 1885, Чесники — пом. 30 червня 1945, Комаров) — український співак (ліричний тенор) і педагог.

## Біографія
Народився 3 грудня 1885 року в селі Чесниках (нині Івано-Франківський район Івано-Франківської області, Україна). Упродовж 1909—1914 років навчався у Цісарсько-королівській академії музики та виконавського мистецтва у Відні.
У 1914—1915 роках — соліст Дрезденського, у 1917—1918 роках — Краківського, у 1918—1929 роках — Загребського оперних театрів. Майже щоліта приїздив до Львова з концертами. Співав також у концертах львівського «Бандуриста». У 1923 році, разом із піаністом Василем Барвінським, брав участь у концертному турне Чехословаччиною та Західною Україною.
У 1929 році переїхав до Львова, де займався викладацькою діяльністю: у 1929—1939 — професор співу Консерваторії Польського музичного товариства, у 1939—1941 роках — Львівської державної консерваторії імені Миколи Лисенка. Його учнями були: Нестор Горницький, Л.-І. Німців, Лев Рейнарович.
З 1944 року жив у Чехословаччині. Помер в місті Комаров поблизу Праги 30 червня 1945 року.

## Творчість
Виконав партії
- Альмавіва («Севільський цирульник» Джоаккіно Россіні);
- Альфред, Манріко («Травіата», «Трубадур» Джузеппе Верді);
- Фауст («Фауст» Шарля Ґуно);
- Хозе («Кармен» Жоржа Бізе);
- де Ґріє, Рудольф, Каварадоссі («Манон Леско», «Богема», «Тоска» Джакомо Пуччині);
- Турріду («Сільська честь» П'єтро Масканьї);
- Єнік («Продана наречена» Бедржіха Сметани);
- Янек («Янек» Владислава Желенського).

У 1911 році, на французькій фірмі «Пате» записав низку українських народних пісень, а також арії з опер Джузеппе Верді, Фроманталя Галеві, Шарля Гуно.
У концертному репертуарі співака були твори Миколи Лисенка, Станіслава Людкевича, Василя Барвінського, Василя Безкоровайного, Дениса Січинського, а також українські народні пісні.
Автор праці «Мистецький солоспів» (рукопис).